# Estandarte presidencial de Azerbaiyán
El estandarte presidencial de Azerbaiyán (en azerbaiyano Azərbaycan Respublikasının Prezidentinin Ştandartı) es la enseña personal del presidente de la República de Azerbaiyán.

## Decreto
El decreto sobre el estandarte presidencial como el símbolo oficial del presidente  fue firmado el 15 de septiembre de 2008 por el presidente de la República de Azerbaiyán, Ilham Aliyev.

## Utilización
El original del símbolo oficial del Presidente de la República de Azerbaiyán se guarda en la oficina oficial del Presidente en el Palacio presidenciaol de Azerbaiyán.
El estandarte es izado:
- en la ceremonia de la inauguración del presidente;
- sobre el Palacio y la residenciа oficial del presidente;
- en el Palacio y la residencia oficial del presidente;
- en las salas y salones, previstas para la realización de los actos oficiales con la participación del presidente;
- sobre los edificios, previstas para la realización de los actos oficiales  u otras ceremonias con la participación del presidente;
- sobre vehículos del presidente.

## Diseño
El estandarte presidencial de Azerbaiyán es de forma cuadrada de dobla cara y posee los mismos colores que la bandera de la República de Azerbaiyán: azul, rojo y verde. Las bandas horizontales es de la misma anchura. A los colores de la bandera se añadió el borde del fleco dorado. En ambas caras del estandarte, en la parte roja hay la imagen del escudo oficial de la República de Azerbaiyán. El estandarte tiene el astil, en la que se indican el nombre, apellido, patronímico y fecha de la elección del Presidente actual de la República de Azerbaiyán.